# Guillaume II (roi de Sicile)
Pour les articles homonymes, voir Guillaume II.
Guillaume II de Sicile (Palerme, décembre 1153 – Palerme, 18 novembre 1189), est le fils de Guillaume Ier de Sicile, de la dynastie des Hauteville, et de Marguerite de Navarre. Roi de Sicile de 1166 à 1189, il fut surnommé Guillaume le Bon en raison de sa politique de clémence et de justice envers les communes et les barons de Sicile, en opposition avec le règne de son père.

## Biographie

### Enfance et régence

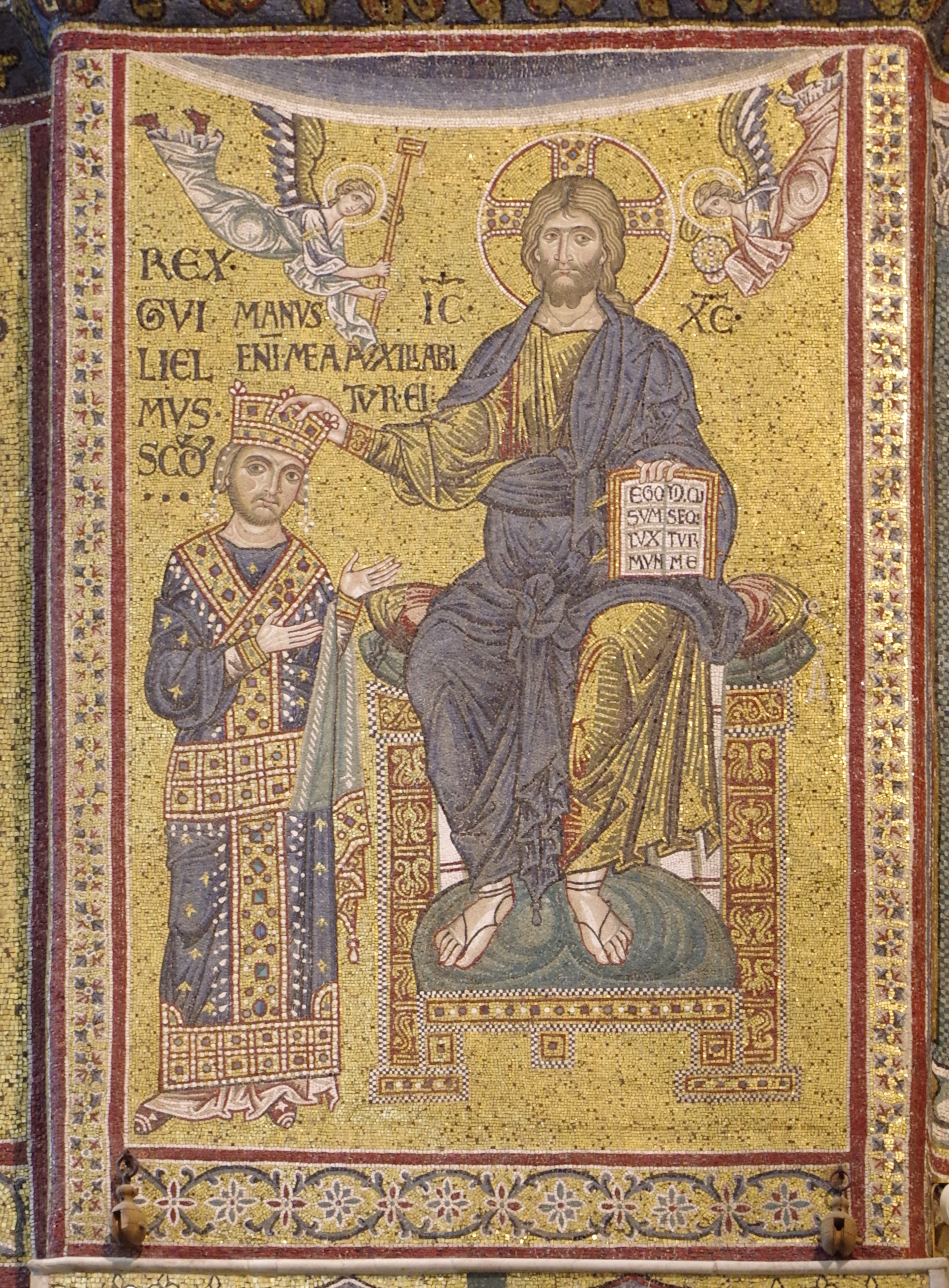
Le Christ couronnant Guillaume II.
Mosaïque de la cathédrale de Monreale.

Guillaume a seulement douze ans lorsqu'il succède à son père Guillaume le Mauvais à la tête du royaume de Sicile. Il est couronné le 17 mai 1166 puis placé sous la régence de sa mère Marguerite de Navarre. Le cousin de Marguerite, le jeune comte Étienne du Perche, est nommé chancelier du royaume puis archevêque de Palerme en 1167,. Un autre français, Pierre de Blois, devient le précepteur de Guillaume. Étienne du Perche s'attire cependant la haine de la noblesse locale, et est contraint de quitter la Sicile en 1168. Gautier Ophamil, devenu archevêque de Palerme le 28 septembre 1168, et Matthieu d'Ajello, vice-chancelier, prennent alors les rênes du gouvernement. En 1171, le jeune Guillaume commence à dix-huit ans son règne personnel,.

### Roi de Sicile

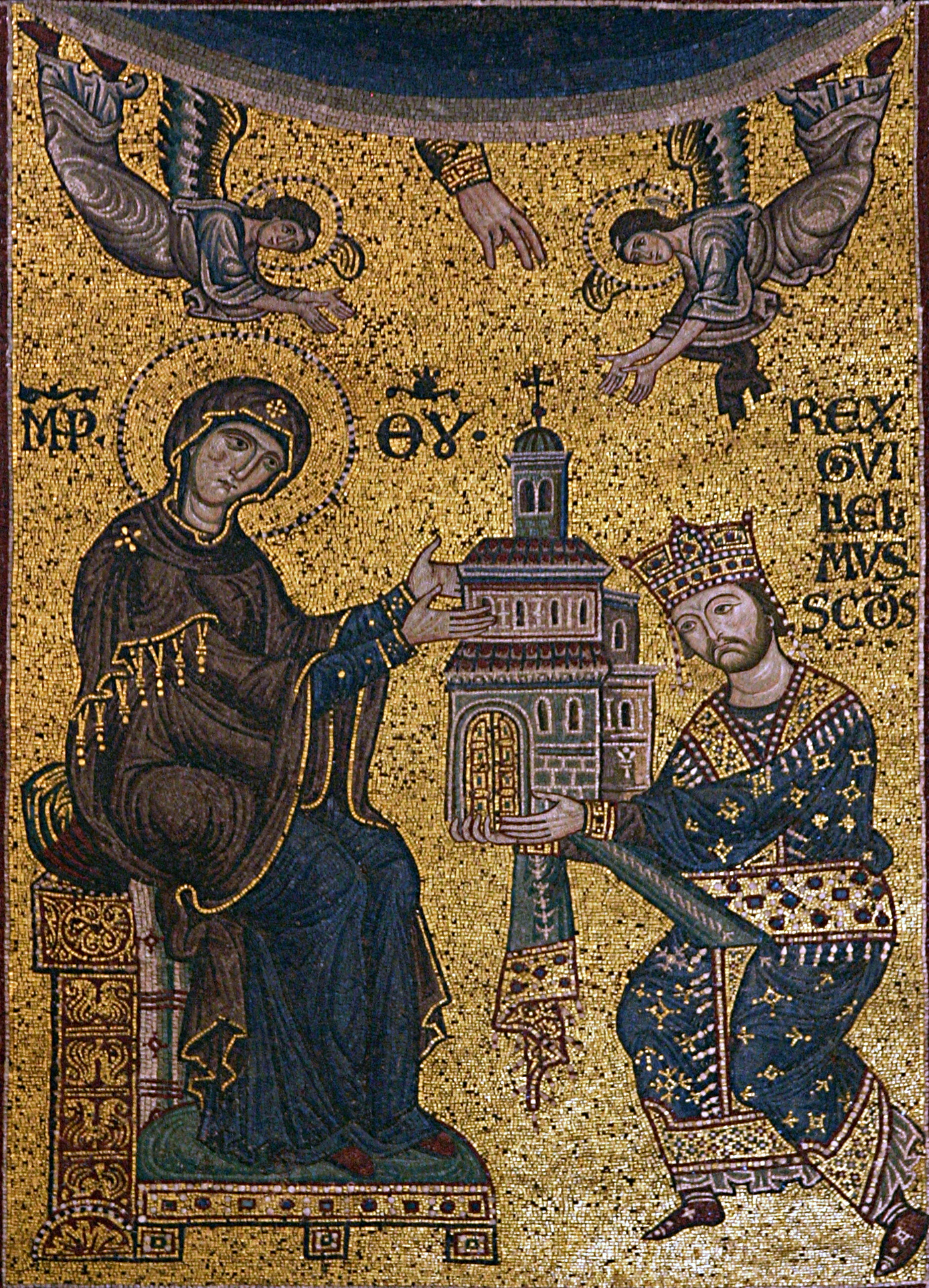
Guillaume II offrant la cathédrale de Monreale à la Vierge Marie. Mosaïque de la cathédrale de Monreale.

Guillaume poursuit la politique étrangère de son père. Il entretient de bons rapports avec le pape Alexandre III et l'empereur byzantin Manuel Comnène. En mars 1171, l'empereur propose sa fille Marie en mariage puis change d'avis et se rétracte. C'est un camouflet pour Guillaume, qui gardera dès lors un profond ressentiment envers Byzance.
Champion de la papauté, Guillaume soutient le pape Alexandre III contre Frédéric Barberousse. L'empereur germanique tente pas moins de cinq expéditions militaires en Italie, sans succès. Il est finalement battu par la Ligue lombarde à Legnano en 1176.
Aidé par un brillant amiral, Margaritus de Brindisi, Guillaume tente de continuer la politique expansionniste de son père, et surtout celle de son grand-père Roger II de Sicile. En 1174, sa flotte conduite par l'amiral Gauthier de Moac attaque l’Égypte pour venir en aide au roi Amaury Ier de Jérusalem. Le corps expéditionnaire normand débarque devant Alexandrie le 28 juillet et met le siège devant la ville. L'armée comporte 30 000 hommes, dont 1 500 chevaliers. Néanmoins, l'opération est mal coordonnée et les troupes normandes ne reçoivent aucun secours de la part du royaume de Jérusalem. Saladin, qui peut donc consacrer tous ses moyens pour contrer l'invasion, fait détruire les machines de guerre siciliennes le 31 juillet et repousse les assiégeants le 2 août,. Les Normands rembarquent en désordre, laissant un butin considérable et des centaines de prisonniers.
Le 13 février 1177, Guillaume épouse la princesse Jeanne d'Angleterre, fille du roi Henri II d'Angleterre, alors âgée de onze ans. En 1180, il signe une trêve de dix ans avec le califat almohade. 
Après la mort du pape Alexandre III en 1181, Guillaume se prépare à attaquer l'Empire byzantin, dont il ambitionne de prendre la couronne. Pour cela, il cherche à s'allier avec l'empereur germanique Frédéric Barberousse. En 1184, il donne sa tante Constance de Hauteville en mariage au fils aîné de Barberousse, le futur Henri VI. Cette décision à court terme aura de funestes conséquences pour les Hauteville, puisqu'elle donnera à la dynastie souabe des prétentions au trône de Sicile. Cette résolution signe, selon John Julius Norwich, « l'arrêt de mort de la Sicile normande ».

### Campagne contre l'Empire byzantin
En 1185, Guillaume lance une grande campagne contre l’Empire byzantin, alors dirigé par l'empereur Andronic Ier Comnène. Il met sur pied une flotte de 300 vaisseaux, commandée par Tancrède de Lecce, tandis qu’une armée de 80 000 hommes dont 5 000 cavaliers et un corps d’archers doivent attaquer l’empire par voie de terre,. 
Partie de Messine le 11 juin 1185, la flotte prend Dyrrachion le 24 juin, avant de se lancer à l’attaque de Corfou, Céphalonie, Zante, le Péloponnèse et la mer Égée. Pendant ce temps, l’armée de terre fonce sur la Macédoine et met le siège devant Thessalonique le 6 août ; le 15 août, la flotte complète le blocus ; le 24 août, les assaillants s'emparent de la ville et se livrent au pillage,. 
À partir de Thessalonique, l’armée normande se divise en deux corps : le premier marche vers Serrès, pendant que le second, suivant la côte, se dirige vers Constantinople où l’annonce de son arrivée crée une peur panique. Au même moment, les Byzantins se révoltent contre Andronic et proclament Isaac II Ange empereur. Celui-ci se hâte d’envoyer à la rencontre de l’armée normande le talentueux général Alexis Branas, déjà auréolé de plusieurs campagnes victorieuses en Hongrie et en Bithynie. Celui-ci force les troupes normandes, fatiguées et encombrées de butin, à reculer jusqu’à Mosynopolis, à l’est du Nestos. Il se dirige alors vers le Strymon où, devant Dimitritsa, il inflige une sévère défaite aux Normands le 7 novembre 1185. 
L'armée normande est contrainte de retourner à Thessalonique afin de s’embarquer sur les bateaux qui se trouvent encore dans le port,. Guillaume abandonne Thessalonique et signe en 1189 un traité de paix avec l'empereur Isaac II Ange. Les Normands évacuent également Dyrrachion et Corfou. Seules les iles de Céphalonie et de Zanthe restent en leur possession. 
Le souverain normand participe également à la préparation de la troisième croisade, invitant les croisés à passer par son territoire. En 1188, la flotte normande de l'amiral Margaritus de Brindisi empêche Saladin de s'emparer des villes de Tyr et de Tripoli.

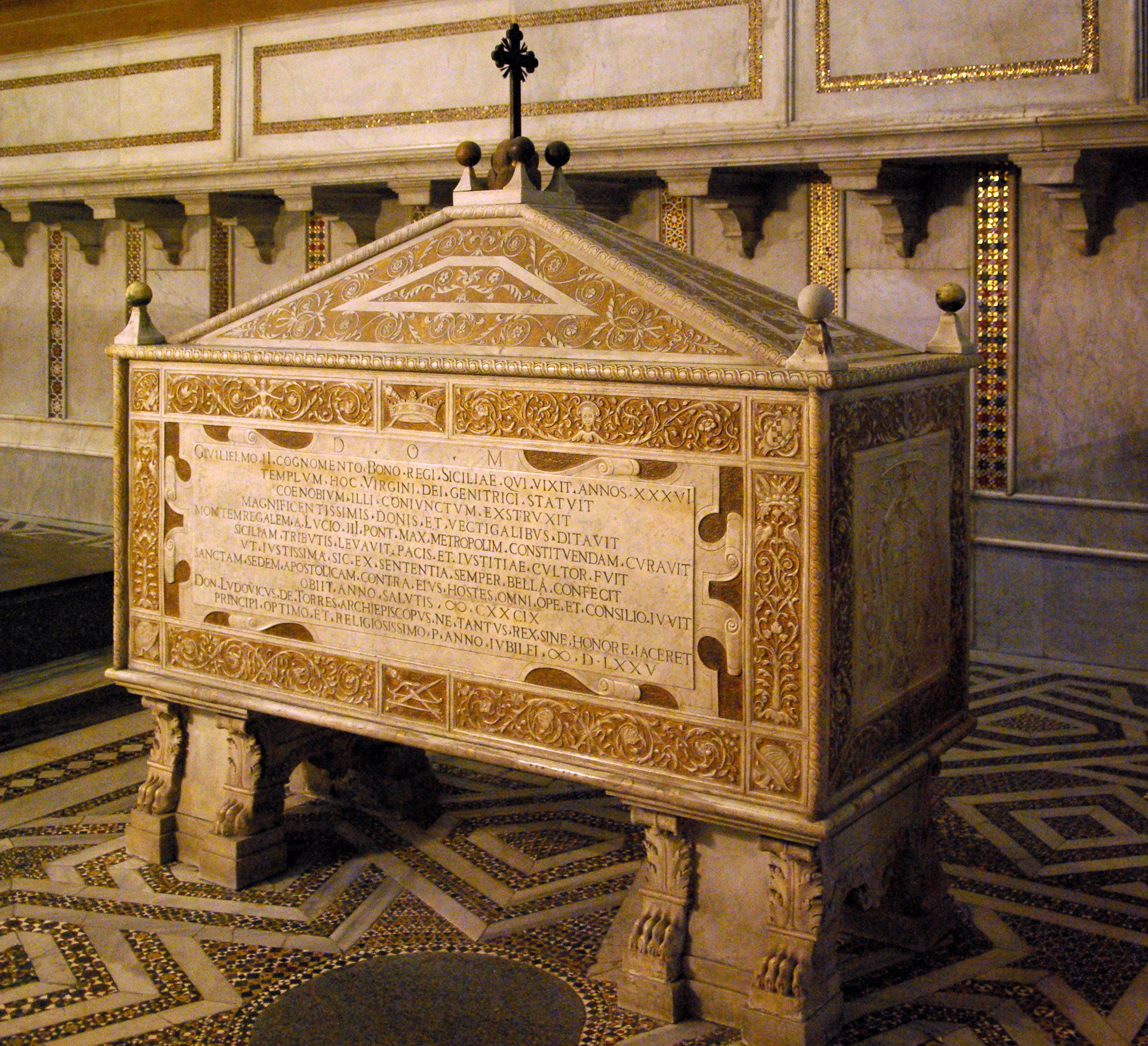
Sarcophage de Guillaume II à Monreale.

Guillaume II meurt le 18 novembre 1189 à trente-cinq ans, sans enfant légitime,. Son cousin Tancrède de Lecce, soutenu par la noblesse contre les prétentions de sa tante la princesse Constance et de son époux Henri VI, lui succède à la tête du royaume.

## Héritage

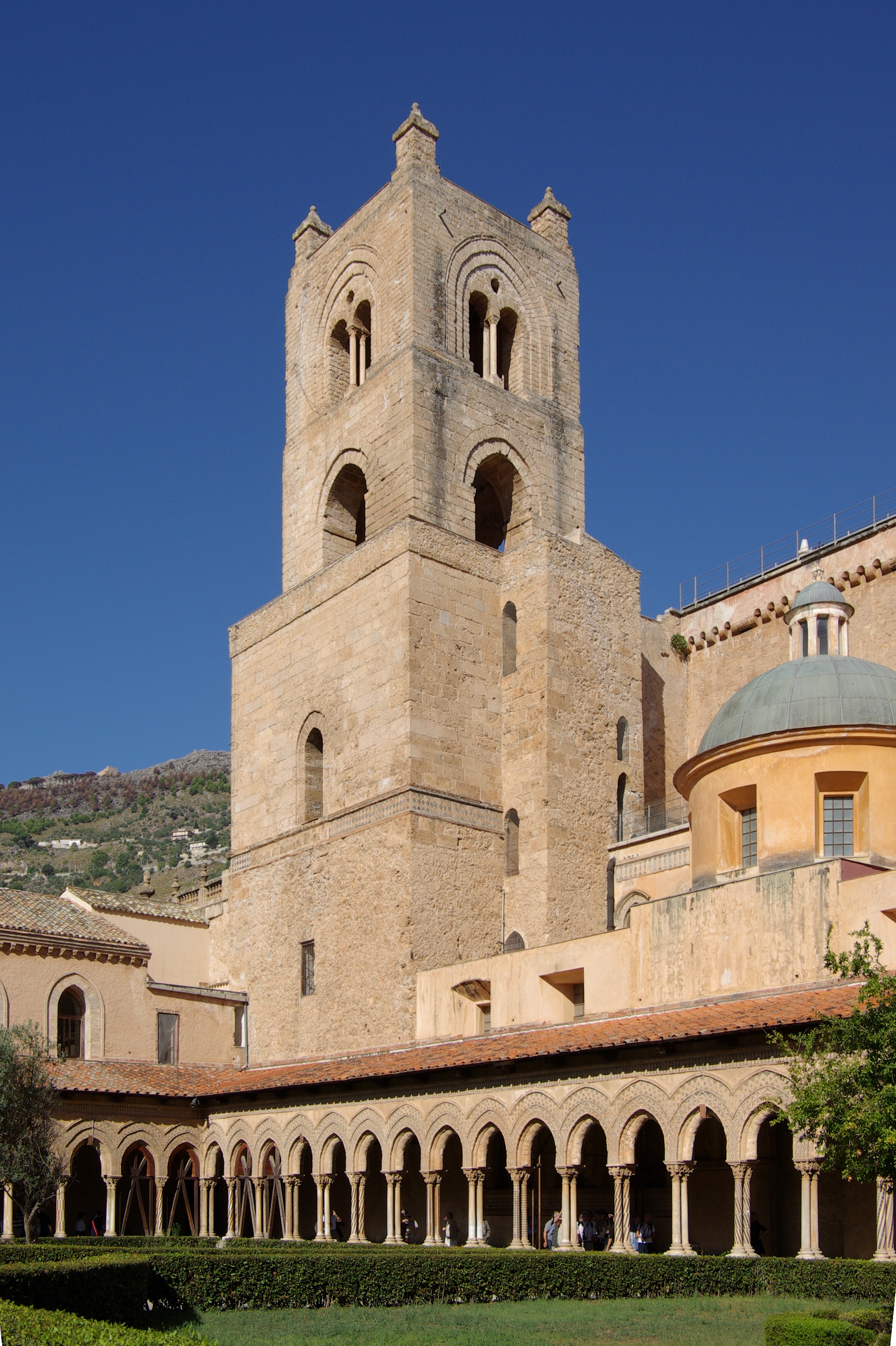
La cathédrale de Monreale, où se trouve le tombeau de Guillaume II.

Les chroniqueurs mettent en avant la remarquable beauté physique de Guillaume, qui se révèle en particulier le jour du sacre,. Les autres vertus attribuées par les chroniqueurs au souverain sont la clémence, la libéralité, la bienveillance, la piété et la miséricorde. Selon Ferdinand Chalandon, Guillaume avait une personnalité peu affirmée, et il est difficile de trouver la trace de son influence personnelle dans la politique générale du royaume. « Vivant le plus souvent retiré au fond de ses palais, entouré de ses femmes et de ses esclaves, Guillaume II vécut en souverain oriental plus occupé de ses plaisirs que de l’État. » Il ajoute que les « fortes qualités de la race » que l'on trouvait encore en Roger II et Guillaume Ier ont disparu totalement chez Guillaume. 
Dans la Divine Comédie, Dante fait mention du roi Guillaume le Bon, un « souverain estimé et aimé de ses sujets », le plaçant au Paradis (XX, 61-65), parmi les princes pieux, justes et sages, aux côtés de David, Trajan, et Constantin.
Alexandre Dumas fait mention de ce roi dans le Speronare, récit de son voyage dans le royaume de Naples. Selon Dumas, le tombeau de Guillaume II ne contenait qu'un crâne, auquel pendait une longue mèche de cheveux roux, et quelques autres débris qui étaient couverts d'un drap de soie couleur d'or : ces ossements se trouvaient enfermés dans une caisse en bois peinte en bleu, toute parsemée d'étoiles et marquée d'une croix rouge.
Le roi Guillaume le Bon est commanditaire de plusieurs édifices. Il fait achever notamment en 1170, le palais de la Zisa commencé par son père en 1164, et y entame quelques modifications jusqu'en 1184. Il est le commanditaire de la construction à partir de 1174 de la cathédrale de Monreale, du monastère et du palais voisins,. Vers 1180, il fait édifier la Cuba à Palerme. Le voyageur arabe Ibn Djubayr déclare son admiration pour le roi de Sicile en ces termes:

« Le roi de la Sicile est admirable en ceci qu'il a une conduite parfaite ; il emploie des musulmans comme fonctionnaires et utilise des officiers castrats et tous, ou presque, gardent leur foi secrète et restent attachés à la loi musulmane. Le roi a pleine confiance dans les musulmans et se repose sur eux pour ses affaires et ses travaux les plus importants. […] Il ressemble aux souverains musulmans : comme eux il plonge dans les délices du pouvoir, établit ses lois, règle ses modalités, répartit les dignités parmi ses hommes, exagère la pompe royale et l'étalage de son apparat. […] Un autre fait admirable qu'on rapporte à propos de sa personne, c'est qu'il lit et écrit l'arabe. »

— Ibn Djubayr, Relation de voyages, « La Sicile et le retour », p. 385-386, Voyageurs arabes, 1184, Gallimard, 1995.